# Fallopia convolvuloides
Fallopia convolvuloides är en slideväxtart som först beskrevs av Brügger, och fick sitt nu gällande namn av Josef Holub. Fallopia convolvuloides ingår i släktet bindor, och familjen slideväxter. Inga underarter finns listade i Catalogue of Life.